# Lista över offentlig konst i Lerums kommun
Lista över offentlig konst i Lerums kommun är en ofullständig förteckning över konst i offentliga rum, huvudsakligen utomhus placerad konst, i Lerums kommun. 

## Lerums tätort
| Titel               | Konstnär(er)          | Årtal | Beskrivning | Typ - material                 | Plats Koordinater                                     | Bild                                                             |
| ------------------- | --------------------- | ----- | ----------- | ------------------------------ | ----------------------------------------------------- | ---------------------------------------------------------------- |
| Gymnastik           | Folke Heybrock        | 1960  |             | Relief - järn                  | Idrottshallens fasad koordinater saknas               |                                                                  |
| Våren               | Léo Holmgren          | 1965  |             | Skulptur - brons               | Bagges torg koordinater saknas                        |                                                                  |
| Ett, två, tre       | Erling Torkelsen      | 1973  |             | Skulptur - trä                 | Knappekullaskolan koordinater saknas                  |                                                                  |
| Hästar              | Erling Torkelsen      | 1975  |             | Lekskulptur - trä              | Höjdens barnstuga koordinater saknas                  |                                                                  |
| Häpp                | Inga-Louise Lindgren  | 1979  |             | Skulptur - brons               | Almekärrskolan koordinater saknas                     |                                                                  |
| Kom, kom fårena     | Inga-Louise Lindgren  | 1982  |             | Skulptur - brons               | Rydsbergsskolan koordinater saknas                    |                                                                  |
| Ikaros              | Lillemor Pettersson   | 1986  |             | Relief - tegel                 | Dergårdsteatern (inomhus) koordinater saknas          | Det är troligen inte ok att ladda upp en bild av detta konstverk |
| Lax Logga           | Maj Fagerberg         | 1986  |             | Akrylmålningar på glasfiberväv | Huvudbiblioteket (inomhus) koordinater saknas         | Det är troligen inte ok att ladda upp en bild av detta konstverk |
| Nonfiguarationer    | Anders Karlsson       | 1986  |             | Akrylmålningar på vägg         | Dergårdsgymnasiet (inomhus) koordinater saknas        | Det är troligen inte ok att ladda upp en bild av detta konstverk |
| Landskap och fåglar | Cliff Holden          | 1986  |             | Serigrafier på träplatta       | Dergårdsgymnasiet (inomhus) koordinater saknas        | Det är troligen inte ok att ladda upp en bild av detta konstverk |
| Okänd titel         | Sven-Robert Lundquist | 1990  |             | Skulpturgrupp - betong         | Hulans torg koordinater saknas                        |                                                                  |
| Okänd titel         | Ingemar Wiberg        | 1990  |             | Relief i trä - trä             | Hulans torg koordinater saknas                        |                                                                  |
| Eklöv bronsarbete   | Bert Johansson        | 1996  |             | brons                          | Häradsbron koordinater saknas                         |                                                                  |
| Troyanska hästen    | Lotte Pile            | 1994  |             | Lekskulptur - betong           | Bagges Torg 57.77023, 12.26972                        | Troyanska hästen                                                 |
| Vila efter arbetet  | Ernst Billgren        | 2003  |             |                                | Riddarstens äldreboende koordinater saknas            |                                                                  |
| Bronshäst           | Tord Tamming          | 2003  |             | brons                          | Riddarstens äldreboende (inomhus) koordinater saknas  | Det är troligen inte ok att ladda upp en bild av detta konstverk |
| Glasad entré        | Agneta Linton         | 2003  |             |                                | Riddarstens äldreboende koordinater saknas            |                                                                  |
| kretsloppet         | Stig Carlsson         | 1975  |             | Relief                         | Reningsverket koordinater saknas                      |                                                                  |
| Vilande älg         | Tord Tamming          | 2008  |             |                                | Aludden koordinater saknas                            |                                                                  |
| Okänd titel         | Okänd                 |       |             | fontän - sten                  | på Bagges torg utanför Kommunhuset 57.77023, 12.26998 |                                                                  |

## [2]Övriga platser i kommunen
| Titel              | Konstnär(er)            | Årtal | Beskrivning | Typ - material          | Stadsdel/ort | Plats Koordinater                                     | Bild                                                             |
| ------------------ | ----------------------- | ----- | ----------- | ----------------------- | ------------ | ----------------------------------------------------- | ---------------------------------------------------------------- |
| Omhörningen        | Åke Lagerborg           | 1976  |             | Relief - plåt           | Stenkullen   | Brandstationen koordinater saknas                     |                                                                  |
| Ruth på Boabs åker | Okänd                   |       |             | Skulptur - brons        | Floda        | Sävegården koordinater saknas                         |                                                                  |
| Cyklande familjen  | Åke Thornblad           | 1974  |             | Skulptur - brons        | Floda        | Hästhagenskolan koordinater saknas                    |                                                                  |
| Ugglorna           | Erling Torkelsen        | 1978  |             | Lekskulptur - trä       | Floda        | Uddareds lek- och idrottsplats koordinater saknas     |                                                                  |
| I smedjan          | Svenrobert Lundqvist    | 1984  |             | Skulptur - brons        | Floda        | Floda centrum koordinater saknas                      |                                                                  |
| Okänd titel        | Eva-Britt Rosenqvist    | 1988  |             | Ridå - textil           | Floda        | Floda lada (inomhus) koordinater saknas               | Det är troligen inte ok att ladda upp en bild av detta konstverk |
| Okänd titel        | Kerstin Åsling-Sundberg | 1976  |             | Ridå - textil           | Gråbo        | Röselidsskolan, matsalen (inomhus) koordinater saknas | Det är troligen inte ok att ladda upp en bild av detta konstverk |
| Okänd titel        | Margareta Ryndel        | 1976  |             | Relief - trä            | Gråbo        | Röselidsskolan, matsalen (inomhus) koordinater saknas | Det är troligen inte ok att ladda upp en bild av detta konstverk |
| Dans i solglitter  | Lars Petersson          | 1979  |             | Skulptur - rostfri plåt | Gråbo        | Mjörnbotorget koordinater saknas                      |                                                                  |
| Soluppgång         | Birgitta Dahlström      | 1986  |             | Vävnad - textil         | Gråbo        | Parasollen (inomhus) koordinater saknas               | Det är troligen inte ok att ladda upp en bild av detta konstverk |